# Xã Lucy, Quận Burke, Bắc Dakota
Xã Lucy (tiếng Anh: Lucy Township) là một xã thuộc quận Burke, tiểu bang Bắc Dakota, Hoa Kỳ. Năm 2010, dân số của xã này là 27 người.